# Arènes du Soleil-d'Or
Pour les articles homonymes, voir Arènes.
Les Arènes du soleil d'Or étaient des arènes situées sur la rive gauche de la Garonne à Toulouse. Elles ont donné leur nom au quartier des Arènes.  Des spectacles de tauromachie y ont eu lieu de 1953 au 3 octobre 1976. Elles ont été détruites en mai 1990. 

## Historique

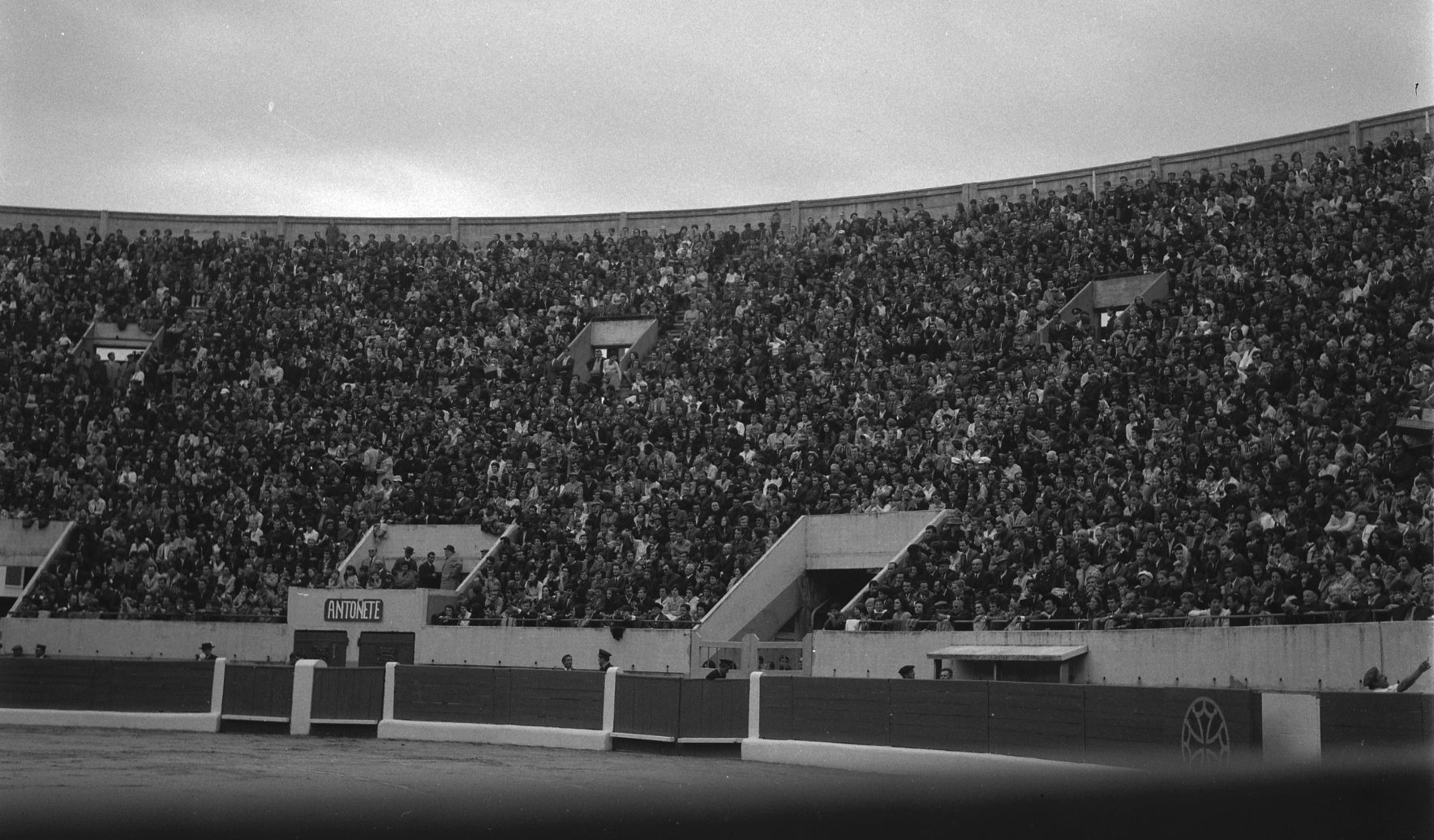
Les arènes en 1968.

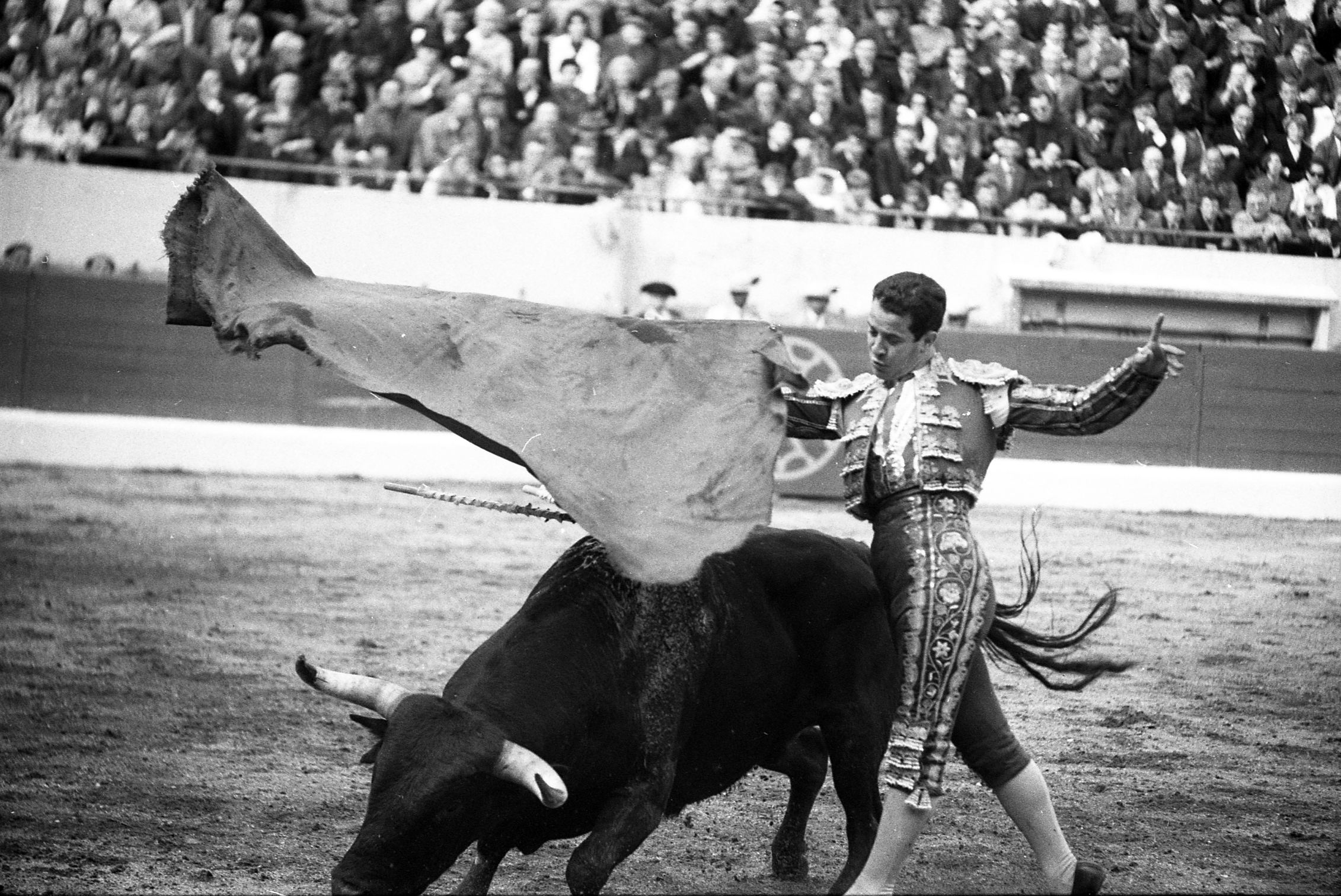
Diego Puerta effectuant une passe de cape lors d'une corrida aux Arènes du Soleil d'Or, 8 mai 1966. Photographie d'André Cros conservée aux Archives municipales de Toulouse.

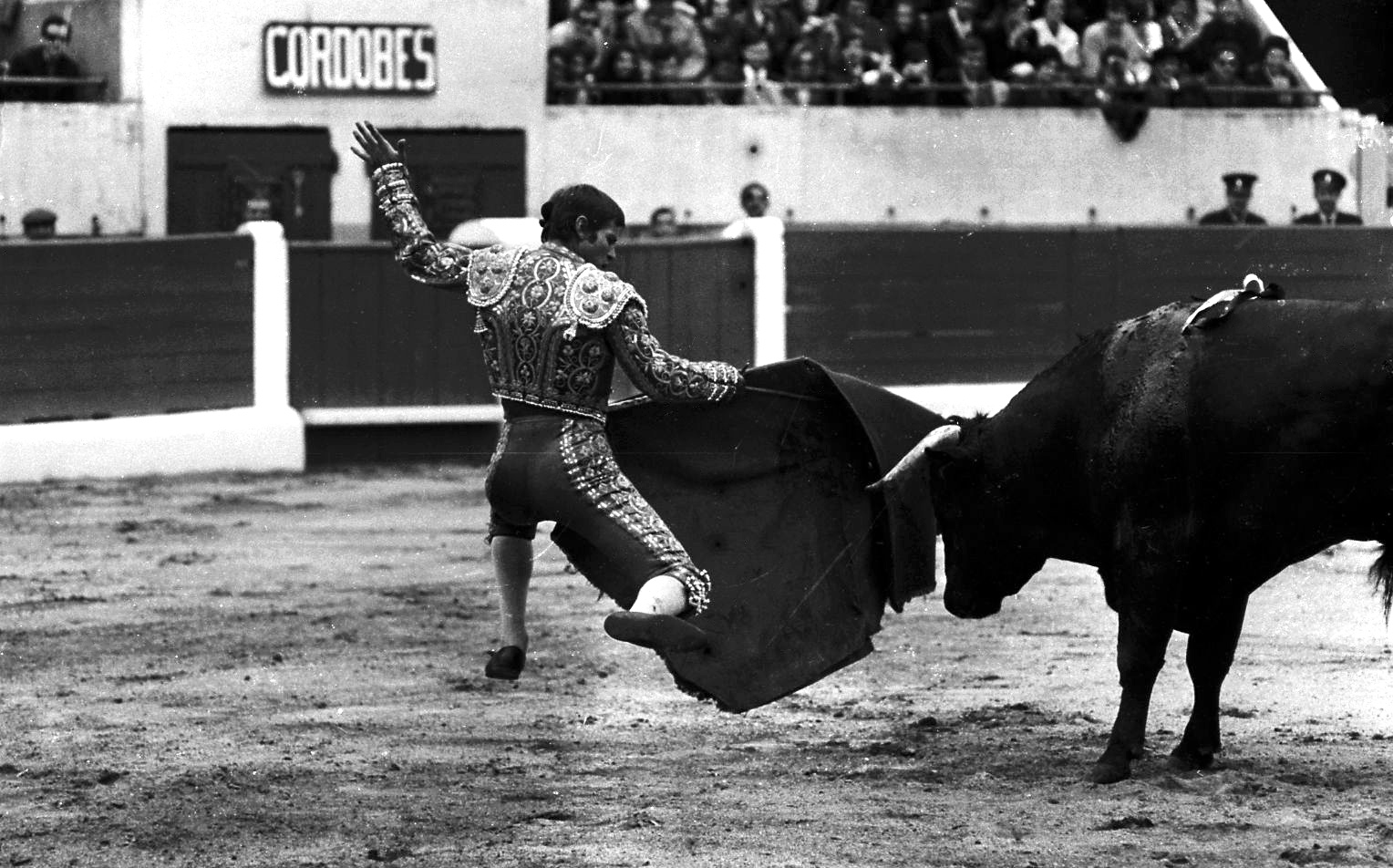
El Cordobés aux Arènes le 5 mai 1968.

Les arènes furent édifiées en béton en 1953 sur les plans de Marcel Dangou, leur promoteur. Deuxièmes de France par leur taille après celles de Nîmes, elles pouvaient accueillir 14 000 spectateurs. À la mort de leur instigateur en 1976, elles furent revendues à la municipalité de Toulouse qui les détruisit en 1989 pour construire le lycée des Arènes, qui devait reprendre exactement leur emprise, mais dont seul le demi-cercle du lycée stricto-sensu fut réalisé (le demi cercle complémentaire devait circonscrire une cour par des gradins, en reprenant la moitié des arènes, de sorte que le mur extérieur de l'ensemble des bâtiments reprenne le plan d'ensemble des anciennes arènes).
Mais il y avait déjà des arènes à Toulouse avant cela. Des spectacles de taureau étaient ainsi donnés en 1884, en 1907, en 1914, en 1923.